# 栋皮埃尔欧布瓦
栋皮埃尔欧布瓦（法語：Dompierre-aux-Bois，法語發音：[dɔ̃pjɛʁ o bwa]）是法国默兹省的一个市镇，属于科梅尔西区。

## 地理
栋皮埃尔欧布瓦（48°59'42"N, 5°35'6"E）面积8.07 平方千米，位于法国大東部大區默兹省，该省份为法国西北部内陆省份，北与比利时接壤，西接马恩省和阿登省，南至上马恩省和孚日省，东临默尔特-摩泽尔省。
与栋皮埃尔欧布瓦接壤的市镇（或旧市镇、城区）包括：多马坦拉蒙塔涅、阿农维尔苏莱科特、默兹河畔拉克鲁瓦、拉莫尔维尔、瑟泽。

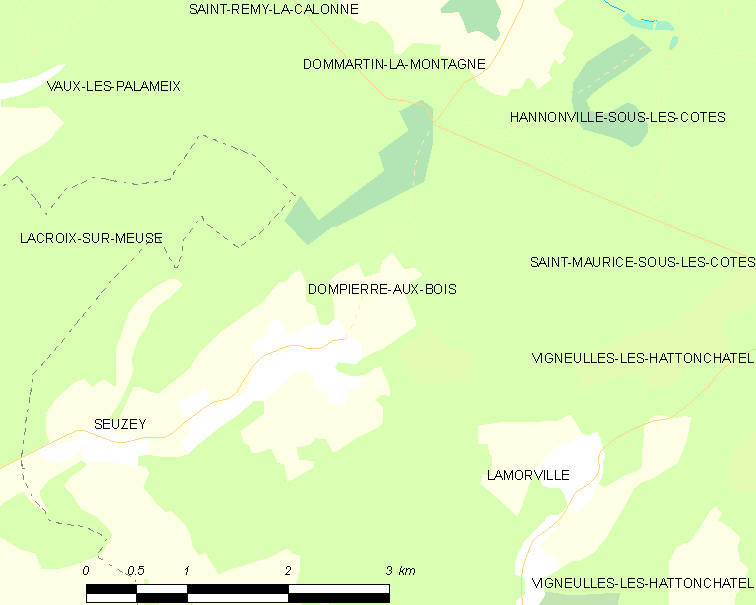
栋皮埃尔欧布瓦的OSM定位图

栋皮埃尔欧布瓦的时区为UTC+01:00、UTC+02:00（夏令时）。

## 行政
栋皮埃尔欧布瓦的邮政编码为55300，INSEE市镇编码为55160。

## 政治
栋皮埃尔欧布瓦所属的省级选区为圣米耶勒县。

## 人口

1962-2008年间栋皮埃尔欧布瓦人口变化图示

栋皮埃尔欧布瓦于2022年1月1日时的人口数量为37人。